# مقاطعة كلاي (ألاباما)
مقاطعة كلاي (بالإنجليزية: Clay County, Alabama)‏ هي إحدى مقاطعات ولاية ألاباما في الولايات المتحدة. تأسست سنة 1866، بلغ عدد سكانها 13932 نسمة في عام 2010 حسب إحصاء مكتب تعداد الولايات المتحدة وتصل الكثافة السكانية فيها 8.8 نسمة/كم2.

## وصلات خارجية
- http://claycochamber.com/